# Contea di Elk (Pennsylvania)
La contea di Elk (in inglese Elk County) è una contea dello Stato della Pennsylvania, negli Stati Uniti. La popolazione al censimento del 2000 era di 35 112 abitanti. Il capoluogo di contea è Ridgway.

## Geografia
La contea si trova nella parte settentrionale dello Stato. È costituita da una regione montuosa sull’altopiano di Allegheny, attraversata dai rami occidentale e orientale del fiume Clarion. Le aree naturali protette comprendono i parchi statali Elk e Bendigo, oltre a una parte della Foresta nazionale di Allegheny.

### Contee confinanti
- Contea di McKean - nord
- Contea di Cameron - est
- Contea di Clearfield - sud-est
- Contea di Jefferson - sud-ovest
- Contea di Forest - ovest
- Contea di Warren - nord-ovest

## Storia
La contea fu creata nel 1843 da parte delle contee di Clearfield, Jefferson e McKean. La Contea di Elk prende il nome dal nobile animale (elk significa alce) che un tempo popolava la zona in gran numero.

## Centri abitati[5]
L'unica city è St. Marys. La contea ospita 2 borough: Johnsonburg e Ridgway (il capoluogo).

### Township
- Benezette
- Fox
- Highland
- Horton
- Jay
- Jones
- Millstone
- Ridgway
- Spring Creek